# Elisabeth (prémétro d'Anvers)
Elisabeth est une station du prémétro d'Anvers, faisant dès lors partie du réseau du tramway d'Anvers. Elle est située au Nord de la ville, sous le carrefour de la rue Sainte-Élisabeth (Sint-Elisabethstraat) avec la Greinstraat et la Delinstraat.

## Caractéristiques
La station a ouvert simultanément avec la nouvelle ligne 3 du métro en 1996, comme le rappelle une plaque commémorative placée dans le hall principal. Y circulent les lignes de tramway 3 (depuis 1996), 5 (depuis 2006), 6 (depuis 2007) et 2 (depuis 2012). Bien que le gros œuvre ait été achevé dans les années 80, la station fut décorée selon des tendances plus modernes. Le gris foncé est caractéristique de la décoration de la station.
Au niveau -1 se situe la salle des guichets, ainsi qu'une sortie vers la place de la gare. Les deux quais sont situés au niveau -2, de part et d'autre des voies.